# Airbus A380
Airbus A380 er et wide-body passagerfly i to etager udviklet af Airbus Industrie. Flyet er det største passagerfly i verden.
Flyet blev sat i drift den 25. oktober 2007, og det første fly blev leveret til Singapore Airlines 15. oktober 2007. Flyet blev præsenteret første gang under en ceremoni i Toulouse tirsdag 18. januar 2005, hvorefter testflyvninger, justeringer og korrektioner udskød flyets endelige færdiggørelse.
Airbus A380 er taget i brug af flere flyselskaber; British Airways, Lufthansa, Emirates Airlines, Singapore Airlines, Air France, Qantas, Virgin Atlantic, Korean Air, Qatar Airways, Kingfisher Airlines, International Lease Finance Corporation og Etihad Airways.
Første testflyvning med Airbus A380 foregik fra lufthavnen i Toulouse den 27. april 2005, og i november 2005 blev der foretaget langdistance test-flyvninger til Sydøstasien og Australien. Der blev efterfølgende foretaget flere testflyvninger til en lang række oversøiske destinationer.
Singapore Airlines satte den første egentlige ruteflyvning med A380-flyet i gang den 25. oktober 2007 på ruten fra Singapore til Sydney i Australien.[kilde mangler]
Flyselskabet Emirates, der har base i Dubai, har 121 Airbus A380'ere i sin flåde og er dermed det flyselskab med flest Airbus A380'ere i verden.[kilde mangler] De har fået leveret 123 stk., men 2 af de ældste fly er allerede taget ud af drift.
Den sidste Airbus A380 blev leveret til Emirates 16. december 2021.[kilde mangler]
Flyet med registreringen "A6 - EVS" blev den sidste A380 leveret fra Airbus, da produktionen er ophørt som følge af afbestillinger af fly.
Der er bygget i alt 254 fly, heraf 3 til prøveflyvning.

## Specifikationer
Flyet leveres som udgangspunkt i to udgaver: A380-800 med plads til 555 passagerer fordelt på tre klasser og med en rækkevidde på 14.800 km, samt A380-800F, som er et rent fragtfly med mulighed for at fragte 150 ton over 10.400 km. Airbus har i flyet fortsat sin politik med at udforme cockpittet, så det ligner deres tidligere modeller så meget som muligt. På den måde ønsker de at reducere omkostningerne forbundet med oplæring af piloter samt at øge sikkerheden, da mandskabet kan nøjes med at forholde sig til ét sæt af procedurer for, hvordan deres fly skal håndteres.[kilde mangler]
Prisen var godt 2,8 milliarder kroner primo 2018.

## Kommerciel drift
Det første eksemplar af flyet beregnet til kommerciel drift blev overdraget til Singapore Airlines den 15. oktober 2007 ved en afleveringsceremoni i Toulouse, hvorfra det fløj til Changi International Airport i Singapore. Herfra blev det efter en kort testfase indsat i rutedrift mellem Singapore og Sydney den 25. oktober. Billetterne til flyets første kommercielle flyvetur med almindelige passagerer blev udbudt til højstbydende på en onlineauktion på eBay. Alle auktionens indtægter blev doneret til velgørende formål af Singapore Airlines.[kilde mangler] Emirates begyndte 1. december 2015 at flyve A380 med 615 pladser mellem København og Dubai.

### Problemer
27. september 2009 måtte et Singapore Airlines Airbus 380 på vej til Singapore efter 2½ times flyvning returnere til Paris, efter at en af flyets motorer satte ud.

## Tekniske data
- Cockpit: 2 personer
- Dimensioner
  - Længde: 73 m
  - Højde: 24,1 m
  - Vingefang: 79,8 m
  - Vingeareal: 845 m²
- Vægt
  - Tomvægt: 280 ton
  - Maks. startvægt: 560 ton
- Kapacitet: 555–840 passagerer, afhængigt af indretning
- Motorer: 4 stk Rolls-Royce Trent 900 eller Engine Alliance GP7200 turbofanmotorer
- Marchhastighed: Mach 0,85 (ca. 902 km/t)
- Tophastighed: Mach 0,89 (ca. 945 km/t)

## Ekstern henvisning
- Wikimedia Commons har flere filer relateret til Airbus A380
- Airbus A380 – officiel hjemmeside Arkiveret 9. februar 2005 hos  Wayback Machine
- Aircraft-Info.net – Airbus A380
- Airbus og WTO